# Wölfis
Wölfis ist ein Ortsteil von Ohrdruf im thüringischen Landkreis Gotha.

## Geografie
Der Ort liegt im Tal des Oberschillbaches (früher Schilfbach), der sich am nordwestlichen Dorfrand mit einem weiteren Bach zum Hopbach (früher Rotenbach) vereint und etwa 1000 m weit die Grenze zum Truppenübungsplatz Ohrdruf im Norden bildet. Er mündet nach dem Durchfluss des Militärgeländes nördlich von Ohrdruf in die Ohra. Im Süden des Dorfes liegt der Nordhang des Thüringer Waldes. Der größte Teil des Gemeindegebietes wird vom Truppenübungsplatz eingenommen. Durch den Ort führt die L 2148, die von Ohrdruf (4 km nordwestlich) nach Crawinkel (4 km südlich) führt. Der nördliche Ortsrand grenzt unmittelbar an das Sperrgebiet des Militärgeländes.

## Geschichte

### Von der Ersterwähnung bis zur Gegenwart
Zu Beginn des 9. Jahrhunderts wird Wölfis in einem Verzeichnis der Güter des vom Erzbischof Lullus († 786) von Mainz erbauten Klosters Hersfeld als Wolfduze erwähnt.
Um das Jahr 1378 hatte Cyzelo von Wiegleben ein Gut zu Wölfis. Das Gut befand sich bis 1945 im Besitz der Familie von Wangenheim.
Am 20. Januar 1735 legte eine Feuersbrunst die Kirche nebst Pfarrwohnung, beide Schulgebäude und weitere 199 Gebäude in Schutt und Asche. Auch die kirchlichen Urkunden wurden ein Raub der Flammen, ein Grund für die spärlichen Informationen zur Frühgeschichte des Ortes. Unter Verwendung von Spenden konnte eine neue Kirche gebaut werden, die am 16. Oktober 1736 geweiht. 1780 war der Ort wieder weitgehend aufgebaut und zählte 294 Häuser, mehr als ein Drittel als im Jahrhundert zuvor. 1780 hatte das Dorf 1100 Einwohner. Der Ort gehörte zum Amt Wachsenburg, welches 1640 zum Herzogtum Sachsen-Gotha, ab 1672 zum Herzogtum Sachsen-Gotha-Altenburg und 1826 zum Herzogtum Sachsen-Coburg und Gotha kam.
Am 1. Januar 2019 wurde die selbständige Gemeinde Wölfis in die Stadt Ohrdruf eingegliedert. Zuvor war Ohrdruf bereits erfüllende Gemeinde für Wölfis.

### Einwohnerentwicklung
| - 1780 – 1100 - 1841 – 1320 - 1860 – 1441 - 1946 – 3000 - 1994 – 1833 - 1995 – 1843 - 1996 – 1832 - 1997 – 1824 | - 1998 – 1812 - 1999 – 1792 - 2000 – 1752 - 2001 – 1732 - 2002 – 1710 - 2003 – 1686 - 2004 – 1667 - 2005 – 1655 | - 2006 – 1618 - 2007 – 1595 - 2008 – 1569 - 2009 – 1549 - 2010 – 1521 - 2011 – 1473 - 2012 – 1456 - 2013 – 1472 | - 2014 – 1454 - 2015 – 1452 - 2016 – 1455 - 2017 – 1454 - 2018 – 1453 - 2022 – 1421 |

Stand ab 1994: 31. Dezember, Datenquelle 1994 bis 2018: Thüringer Landesamt für Statistik

## Kultur und Sehenswürdigkeiten

### Vereine
Blasmusiktradition hat der Ort seit 1878. Es gibt heute in Wölfis das Kinder- und Jugendblasorchester und das Blasorchester Wölfis. In diesen zwei Orchestern sind jeweils über 40 Mitglieder aktiv und treten bei Veranstaltungen in Thüringen und anderen Bundesländern auf. Außerdem weist Wölfis noch auf eine große Anzahl von Vereinen, darunter den Karnevalsverein, den Verein der Freiwilligen Feuerwehr, den Schwimmbadverein und den Heimat- und Geschichtsverein.

### Kirchen

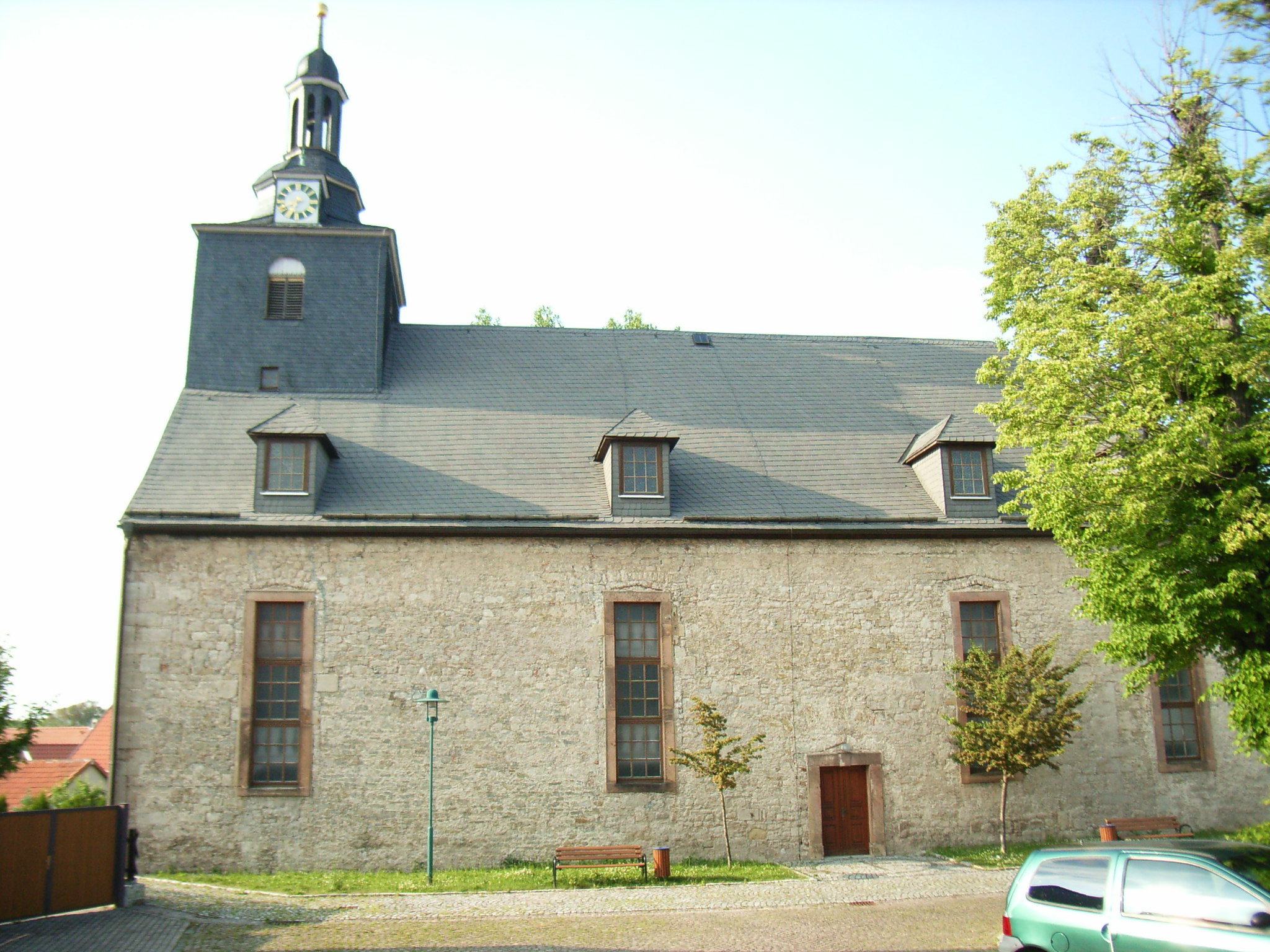
Dorfkirche

- Die Dorfkirche St. Crucis wurde am 16. Oktober 1736 geweiht.
- In Wölfis besteht auch ein Königreichssaal der Zeugen Jehovas.

### Schwimmbad
Das Schwimmbad in Wölfis besteht seit etwa 1925. Es verfügt über 1.250 m² Wasserfläche (größtes Schwimmerbecken im LK Gotha), 3 Wasserrutschen, 3 Meter-Sprungturm, 140 m² Planschbecken, über 3.000 m² Liegefläche und über 400 m² FKK-Liegefläche.

## Persönlichkeiten

### Söhne und Töchter des Ortes
- Wolfgang Heider (1558–1626), 1587 Professor für Ethik und Politik in Jena, 1617–1620 Universitätsbibliothekar in Jena
- Johann Christoph König (1783–1867), Hof- und Kammermusiker, Flötist und Unternehmer
- Hermann Kirchner (1861–1928), Musiker, Komponist des Volkslieds Der Holderstrauch
- Alexander Freiherr von Wangenheim (1872–1959), Politiker (NSDAP)
- Veronika Fischer (* 1951), Sängerin

### Personen, die mit dem Ort in Verbindung stehen
- Johann Leon (* um 1530 in Ohrdruf; † um Ostern 1597 in Wölfis), lutherischer Pfarrer und Kirchenliedautor
- Peter Makolies (* 1936 in Königsberg), deutscher Bildhauer, ist in Wölfis aufgewachsen